# Slottet Strassburg

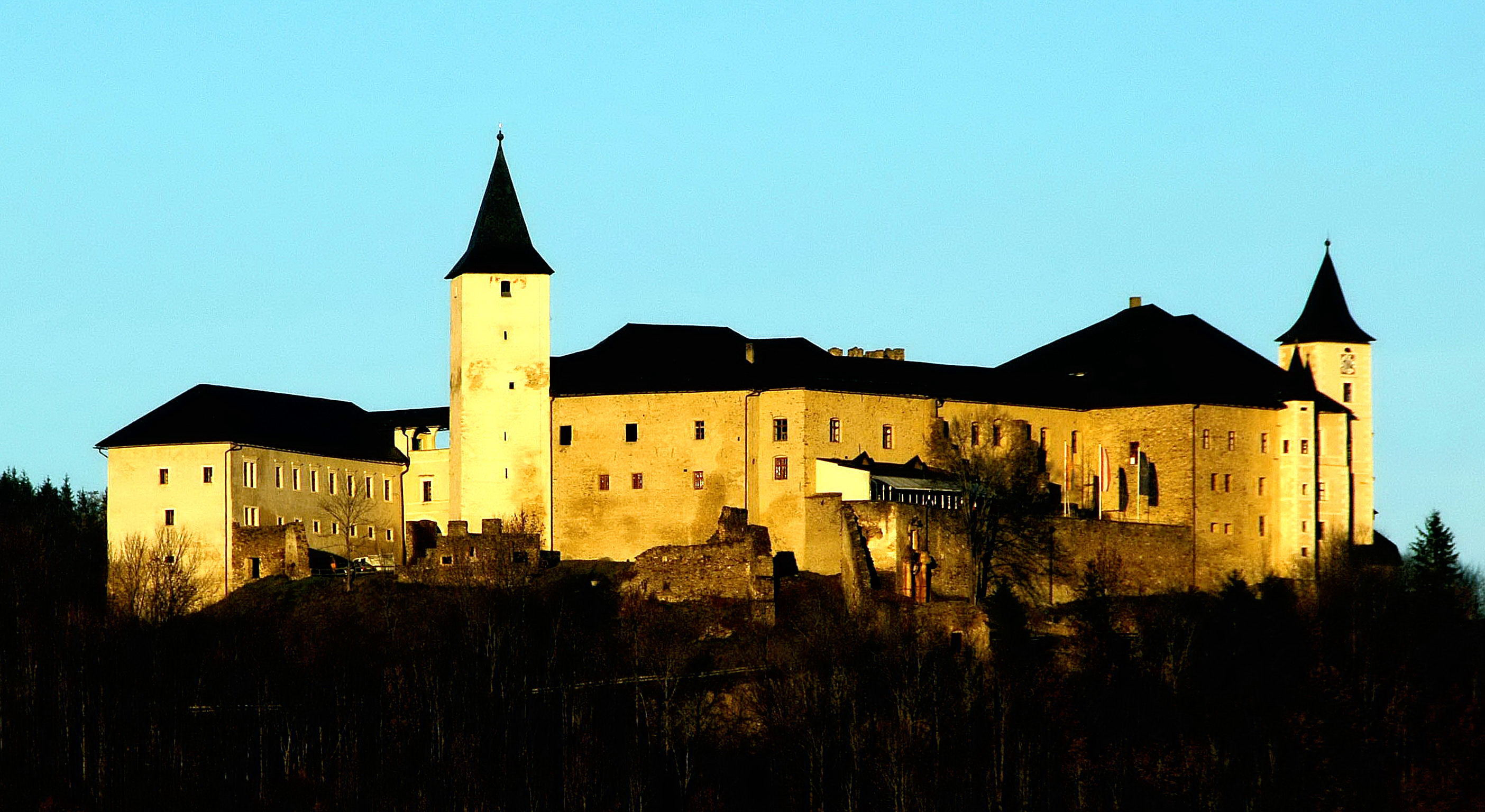
Slottet Strassburg

Slottet Strassburg var biskoparna av Gurks residens i staden Strassburg i det österrikiska förbundslandet Kärnten.

## Historia
Borgen Strassburg omnämndes för första gången 1147. Den byggdes av biskop Roman I på en strategisk plats vid vägen till Gurk vilket förklarar borgens namn (ordagrant översatt ”vägborg”). 1179/80 belägrades borgen och förstördes till stora delar, men återuppbyggdes. Borgen byggdes ut och förstärktes kontinuerligt under 1300- till 1500-talen, men efter bränder 1638 och 1650 förföll borgen delvis.
När Johan av Goess blev biskop av Gurk lät han bygga om borgen till ett representativt slott i barockstil. Mellan 1680 och 1690 byggdes bl.a. arkadgångarna, fasaderna smyckades med sgraffito, barockportarna uppfördes och kapellet försågs med barocka stuckdekorer och väggmålerier. 
Vid en jordbävning 1767 skadades slottet svårt och 1783 flyttade biskopen av Gurk residenset till slottet Pöckstein. Därefter förföll slottet så småningom. Åsknedslag förorsakade bränder 1858 och 1904. När slutligen myndigheterna krävde slottets rivning på grund av säkerhetsrisker 1954 togs initiativ till att bevara slottet. I dag är slottet till stora delar återställt.

## Nutida verksamhet
Slottet är idag tillgängligt för allmänheten. Slottet inhyser
- Strassburgs kulturcentrum
- etnologiska samlingar och jagdmuseet
- en restaurang